# Raphiocarpus annamensis
Raphiocarpus annamensis är en tvåhjärtbladig växtart som först beskrevs av François Pellegrin, och fick sitt nu gällande namn av Brian Laurence Burtt. Raphiocarpus annamensis ingår i släktet Raphiocarpus och familjen Gesneriaceae. Inga underarter finns listade i Catalogue of Life.